# Hoko žlutolaločnatý
Hoko žlutolaločnatý (Crax daubentoni) je velký druh ptáka z čeledi hokovitých obývající galeriové lesy vlhkých savan (llanos) severní Venezuely a severovýchodní Kolumbie. Pták je většinově černě zabarven, jen spodní část těla je bílá. Samci mají na horním zobáku výrazný, sytě žlutý baňkovitý útvar (odtud název „žlutolalčoný“)

## Systematika
Druh poprvé popsal George Robert Gray v roce 1867. Hoko žlutolaločnatý se řadí do rodu Crax a čeledi hokovití.

Vybraná dobová zobrazení
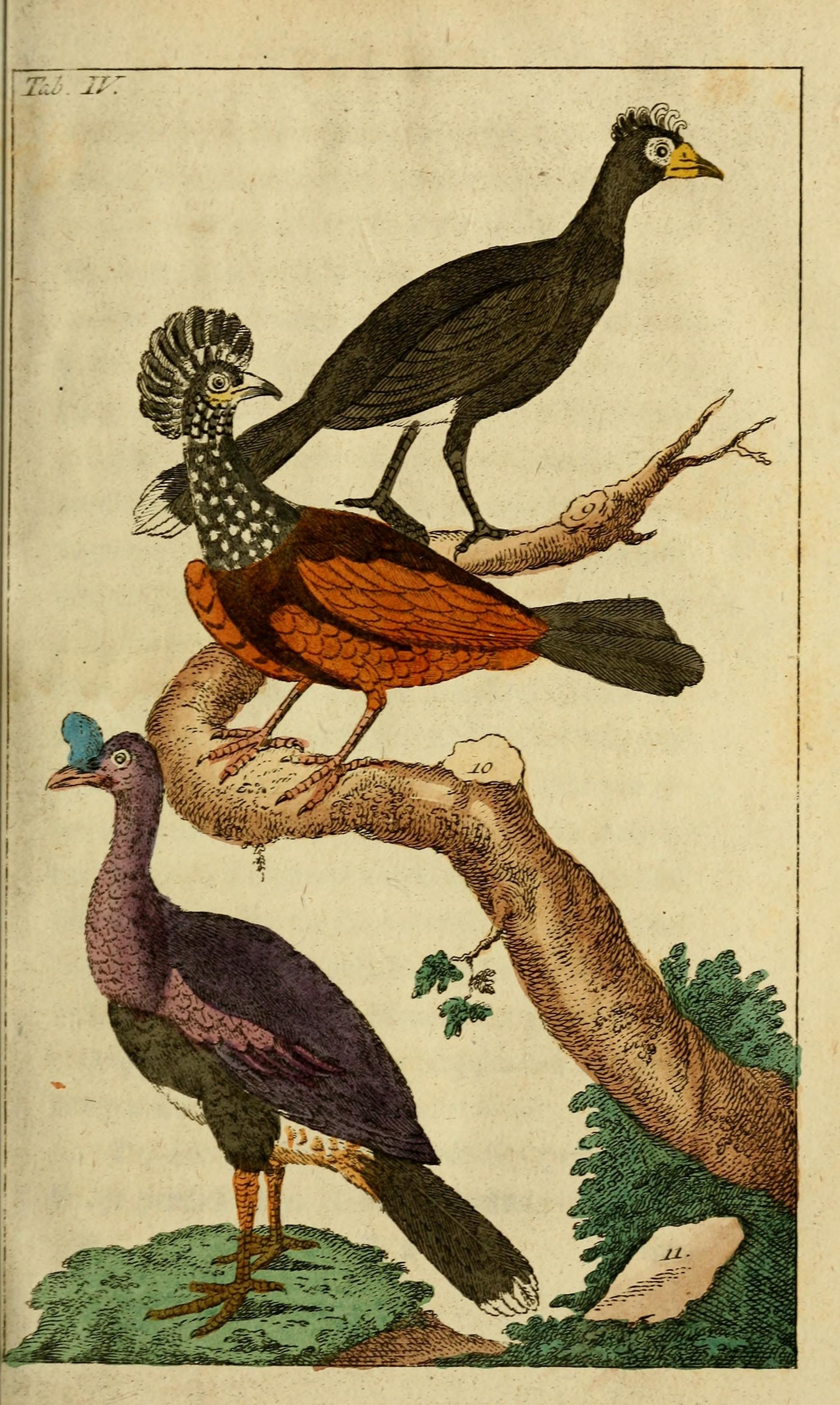
1795
18. století

## Popis
Jedná se o statného ptáka s délkou těla 86–94 cm. Opeření je tmavé, od středu čela až k šíji se táhne černá výrazně kudrnatá chocholka. Duhovky bývají zbarveny od jantarově oranžové po bledě oranžovo-červenou.
Samec váží kolem 3 kg. Samci mají převážně černé opeření, jen břicho, stehna, a spodní ocasní krovky a konec ocasu jsou bílé. Na ozobí samců se nachází výrazný žlutý baňkovitý útvar. Na spodní čelisti se nachází sytě žlutý lalok, který je však podstatně méně výrazný než útvar na horní čelisti připomínající roh. Jedná se o jediného zástupce rodu Crax s rohovitým, resp. lalokovitými útvary na zobáku.
Samice váží kolem 2,3 kg. Samice mají podobně zbarvené peří jako samci, avšak hruď, někdy i křídelní krovky, jsou bíle pruhované. Chocholka samic bývá u kořenové části bílá, což lze vidět pouze zblízka. Zobák samic i ozobí jsou černé bez lalokovitých a rohovitých útvarů.

## Rozšíření a stanoviště

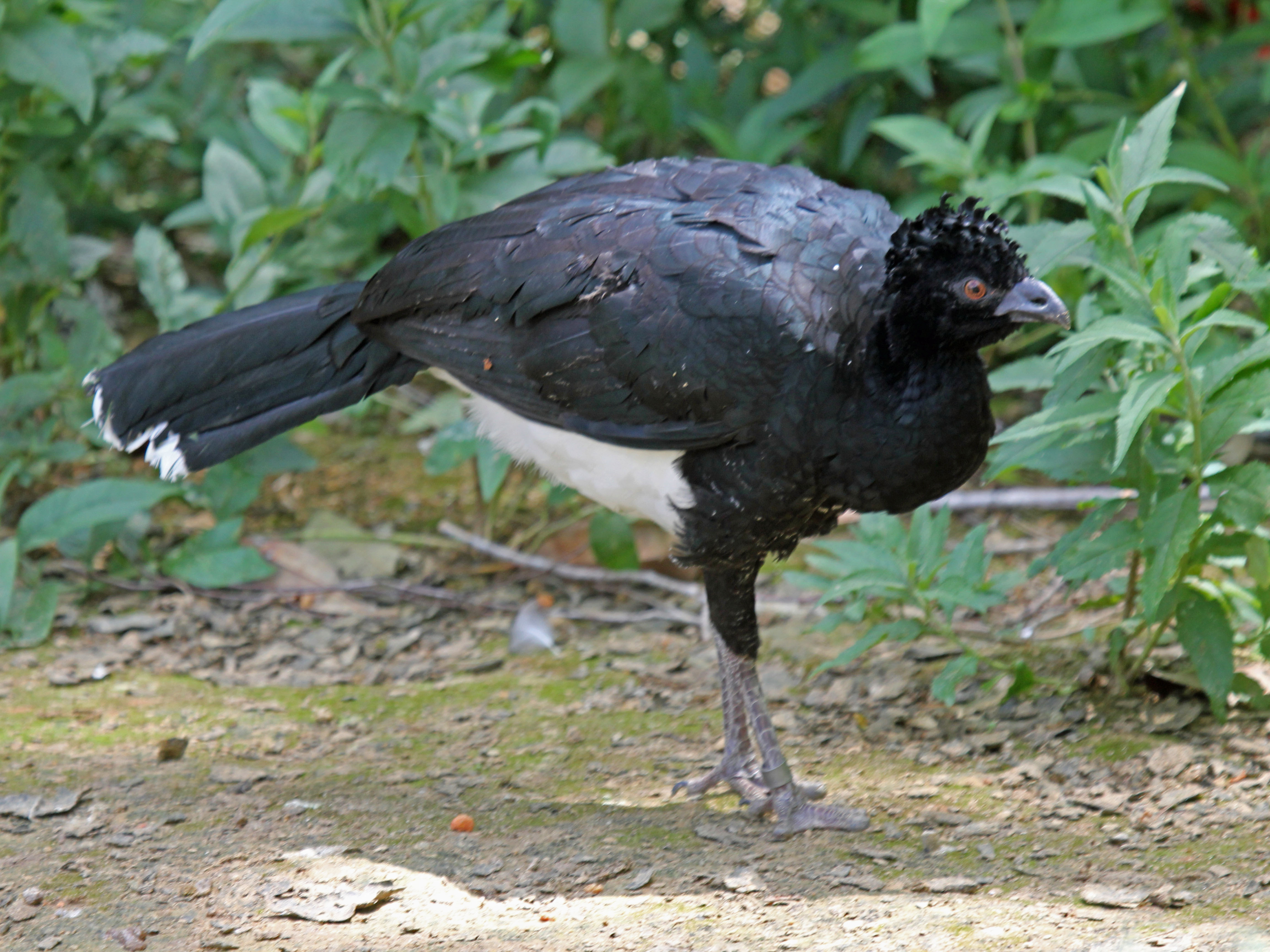
Samice s výraznými bílými podocasními krovkami a konečky ocasu

Druh se vyskytuje v severní Venezuele a v severovýchodní Kolumbii v několika geograficky oddělených subpopulacích. Habitat druhu tvoří galeriové lesy vlhkých savan (llanos), částečně i nížinaté opadavé a stálezelené lesy do 800 m n. m. ve Venezuele a do 1500 m n. m. v Kolumbii. Jen vzácně se vyskytuje dále než 250 m od lesa.

## Biologie
Hnízdí počátkem období dešťů (duben – červen). Při nejmenším část populace je polygamní. Hnízdo je oválného tvaru, stavebním materiálem jsou liány a větvičky, vystýlku tvoří listy a tráva. Hnízdo bývá umístěno v koruně stromů. Samice snáší 2 bílá vejce. Hnízdu jsou nejčastěji umístěna v hustě zalesněných místech s množstvím malých stromků a hustým podrostem, často při okraji lesa. K hlavním hnízdním predátorům druhu patří malpa plačtivá.
Mimo hnízdní období v období sucha se hokové sdružují do menších skupin o 3–20+ jedinců. Nejčastěji se zdržují v oblasti vodního zdroje. Potravu sbírají na zemi, a to nejčastěji ovoce a semena; jídelníček doplňují menším množstvím jiných částí rostlin a bezobratlými živočichy. Občas mohou potravu sbírat i v korunách stromů, kam se uchylují při vyrušení.
Hoko žlutolaločnatý je teritoriální druh. Samec se ze svého teritoria ozývá hlavně mezi únorem a červencem hlasitým a čistě hvízdavým tónem, který nejdříve jemně stoupá a poté klesá do ztracena. Tento hlasový projev byl přirovnán ke zvuku padající bomby bez výbuchu. Trvá zhruba 4 vteřiny. Hokové dokáží vydávat i mechanické zvuky pomocí úderů křídel o sebe (cca 4–10× v 1–2 vteřinových intervalech); znějí jako uap uap uap uap.

## Status
Hoko žlutolaločnatý ve Venezuele obývá méně než 50 % svého původního areálu rozšíření. Důvodem mizení druhu je hlavně masivní lov (pro „sport“ i na jídlo) a úbytek přirozených stanovišť (přeměna llanos na rýžová pole a další). Celková populace se odhaduje na 10–40 tisíc jedinců. Kvůli trvajícím hrozbám lovu a úbytku habitatu je druh hodnocen jako téměř ohrožený.